# چشنیو
چشنیو (به لاتین: Trzęśniew) یک روستای لهستان در لهستان است که در Gmina Kościelec واقع شده‌است.

## خصوصیات
چشنیو ۲۸۰ نفر جمعیت دارد.